# Abonnemang
Ett abonnemang är ett standardavtal, där en leverantör levererar en återkommande vara eller tjänst till en kund för viss tid eller tills vidare. Det kan till exempel vara ett avtal där kunden får el levererad, får en dagstidning hemlevererad, får använda en viss mobiloperatör, kan se på betal-TV via kabel eller satellit. Avtalet som regelmässigt är upprättat av leverantören är ofta standardiserat och kunden har ingen eller ringa möjlighet att påverka innehållet utan har att välja att antingen acceptera det eller välja annan leverantör där sådan finns. 
Kunden kallas ofta abonnent.
I takt med digitaliseringen har det blivit vanligt att nyttja abonnemang eller prenumerationer på digitala tjänster som musik (t.ex. Spotify), film och TV (t.ex. Netflix) eller digitala dagstidningar. Abonnemang för film/TV/video har i Sverige växt fort och ökade med 20 procentenheter mellan 2016 och 2019. Ökningen skedde brett i befolkningen. En undersökning från 2019 visade att 58 procent av de svenska internetanvändarna betalade för abonnemang för film/TV/video, 57 procent betalade för musik och 48 procent betalade för digitala dagstidningar. Det var i synnerhet den yngre halvan av den svenska internetbefolkningen som betalade för både film och musik på internet medan det i huvudsak är pensionärer som betalar för digitala tidningsprenumerationer.